# Хотышина (приток Руи)
Хотышина (Хотиш) — река в России, протекает в Сланцевском районе Ленинградской области. Берёт начало из небольшого озера Лубеньки, в верхнем течении протекает через озеро Хотышино. Устье реки находится в 40 км по левому берегу реки Руя у деревни Малафьевка. Длина реки составляет 10 км.

## Данные водного реестра
По данным государственного водного реестра России относится к Балтийскому бассейновому округу, водохозяйственный участок реки — Нарва, речной подбассейн реки — подбассейн отсутствует. Относится к речному бассейну реки Нарва (российская часть бассейна).
По данным геоинформационной системы водохозяйственного районирования территории РФ, подготовленной Федеральным агентством водных ресурсов:
- Код водного объекта в государственном водном реестре — 01030000412102000027281
- Код по гидрологической изученности (ГИ) — 102002728
- Код бассейна — 01.03.00.004
- Номер тома по ГИ — 2
- Выпуск по ГИ — 0